# Boeing EC-135
El Boeing EC-135 fue una versión de mando y control del avión Boeing C-135 Stratolifter, creado en distintas variantes y modificado bajo varios programas distintos de la Fuerza Aérea de los Estados Unidos. Modificados para realizar la misión Operation Looking Glass, durante la Guerra Fría, los EC-135 estaban en vuelo 24 horas al día para servir como plataformas volantes de mando en previsión de una guerra nuclear. La variante EC-135N sirvió como avión de seguimiento del Programa Apolo.

## Misiones

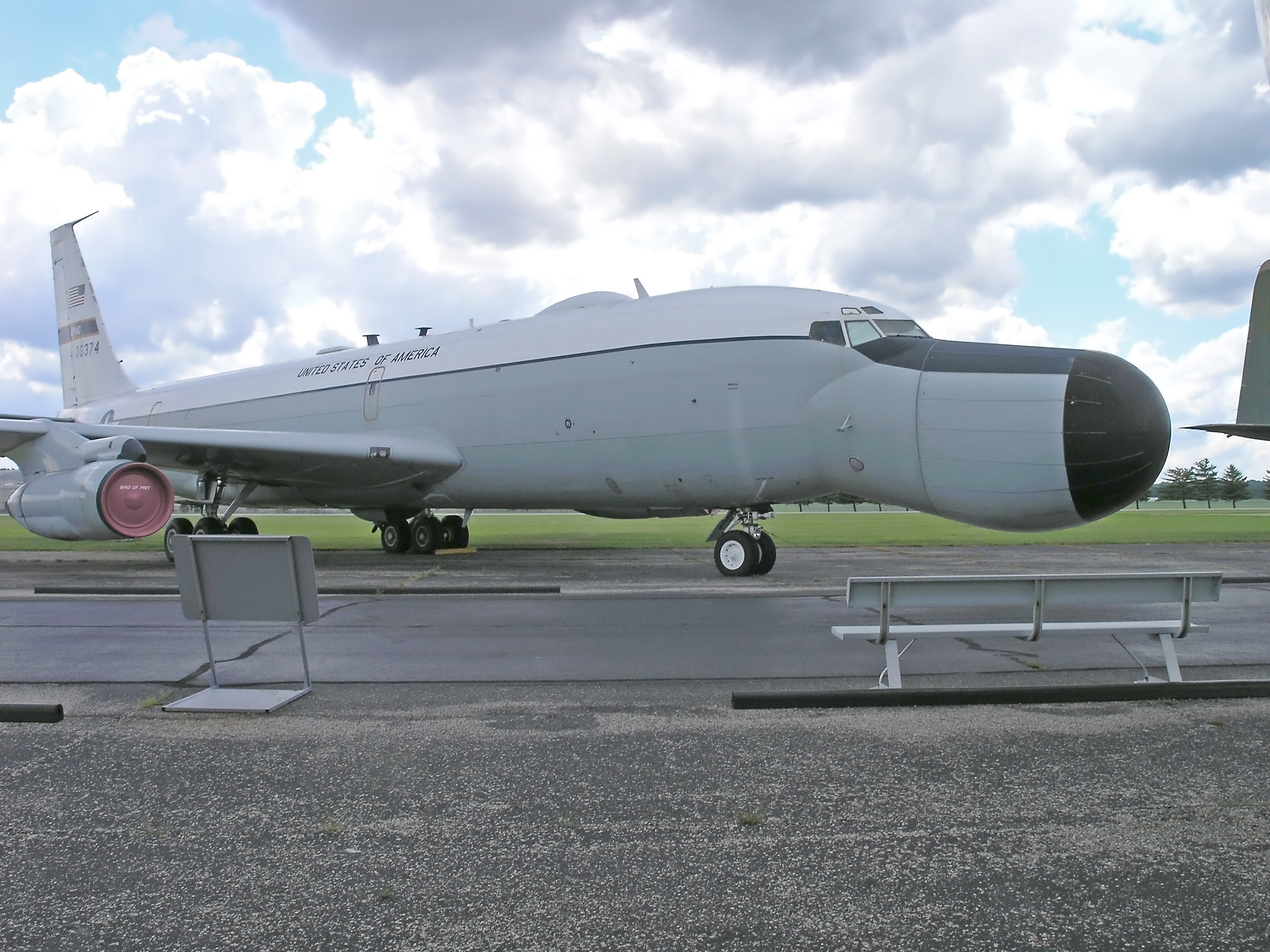
EC-135E apodado Bird of Prey en el Museo Nacional de la Fuerza Aérea de los Estados Unidos.

### Advanced Range Instrumentation Aircraft
Los Advanced Range Instrumentation Aircraft eran aviones EC-135B modificados a partir de aviones de carga C-135B y aviones de pasajeros EC-18B (antiguos 707-320 de American Airlines) que proporcionaban información de telemetría  y rastreo para apoyar al programa espacial estadounidense a finales de los años 1960 y principios de los años 1970.

### OperaciónLooking Glass
Bajo este programa se crearon al menos 11 aviones de puesto de mando EC-135C para el Comandante en Jefe del Mando Aéreo Estratégico (CINCSAC). El Mando Aéreo Estratégico (SAC) comenzó la misión Looking Glass el 3 de febrero de 1961, estuvo activa de forma continua 24 horas al día durante más de 29 años, acumulando más de 281000 horas de vuelo sin ningún accidente. El 24 de julio de 1990, la Looking Glass cesó la alerta aerotransportada continua, pero permaneció en alerta en tierra o aire 24 horas al día. El 1 de junio de 1992, el SAC fue desactivado y fue reemplazado por el USSTRATCOM, que pasó a controlar el Looking Glass. El 1 de octubre de 1998 el E-6 Mercury TACAMO de la Armada de los Estados Unidos reemplazó al EC-135C de la Fuerza Aérea en la misión Looking Glass.

### OperaciónSilk Purse
Este programa proporcionó 4 aviones de puesto de mando EC-135H para el Comandante en Jefe del Mando Europeo de Estados Unidos (USCINCEUR). Retirados.

### OperaciónScope Light
Este programa proporcionó 5 aviones de puesto de mando EC-135J/P para el Comandante en Jefe del Mando del Atlántico de Estados Unidos (CINCLANT). Retirados.

### OperaciónBlue Eagle
Este programa proporcionó 5 aviones de puesto de mando EC-135J/P para el Comandante en Jefe del Mando del Pacífico de Estados Unidos (USCINCPAC). Retirados.

### OperaciónNightwatch
En este programa se crearon 3 aviones de puesto de mando EC-135J para el presidente de Estados Unidos, a partir de la modificación de aviones KC-135B. Fueron reemplazados en 1974 por el Boeing E-4.

## Variantes
EC-135A
KC-135A modificados para realizar la tarea de puesto de mando nacional aerotransportado.
EC-135B
C-135B modificados con un gran morro para realizar misiones ARIA.
EC-135C
Variante de construcción del C-135 para realizar la tarea de puesto de mando aerotransportado, "Looking Glass".
EC-135E
EC-135N remotorizados.
EC-135G
KC-135A modificados para realizar la tarea de puesto de mando nacional aerotransportado.
EC-135H
KC-135A modificados para realizar la tarea de puesto de mando nacional aerotransportado, "Silk Purse".
EC-135J
KC-135B modificados para realizar la tarea de puesto de mando nacional aerotransportado, "Nightwatch".
EC-135K
KC-135A modificados para realizar tareas de control de despliegues.
EC-135L
KC-135A modificados como relés de radio y con capacidades de pérdida de señal por modulación de amplitud, "Cover All".
EC-135N
Aviones del ARIA con los llamados radomos "droop snoot", alojando una gran antena parabólica de recogida de telemetría.
EC-135J/P
KC-135A modificados para realizar la tarea de puesto de mando nacional aerotransportado, "Blue Eagle" y "Scope Light".
EC-135Y
NKC-135 reconfigurados como aviones C3 para el Comandante en Jefe, Mando Central de los Estados Unidos.

### Desarrollos relacionados
- Boeing C-135 Stratolifter
- Boeing KC-135 Stratotanker
- Boeing RC-135